# KC and the Sunshine Band
KC and the Sunshine Band er en amerikansk musikgruppe fra Hialeah i delstaten Florida, dannet i 1973. De er kendt for hits som; "That's the Way (I Like It)", "(Shake, Shake, Shake) Shake Your Booty", "I'm Your Boogie Man", "Keep It Comin' Love", "Get Down Tonight", "Boogie Shoes", "Please Don't Go" og "Give It Up".

## Diskografi
| År   | Titel                    | Pladeselskab   |
| ---- | ------------------------ | -------------- |
| 1974 | Do It Good               | TK             |
| 1975 | KC & the Sunshine Band   | TK             |
| 1975 | The Sound of Sunshine    | TK             |
| 1976 | Part 3                   | TK             |
| 1978 | Who Do Ya (Love)         | TK             |
| 1979 | Do You Wanna Go Party    | TK             |
| 1981 | Space Cadet: Solo Flight | TK             |
| 1981 | The Painter              | Epic           |
| 1982 | All in a Night's Work    | Epic           |
| 1984 | KC Ten                   | Meca           |
| 1993 | Oh Yeah!                 | ZYX            |
| 2001 | I'll Be There for You    | Sunshine Sound |
| 2007 | Yummy                    | Sunshine Sound |